# トロント・ラプターズ
トロント・ラプターズ（Toronto Raptors）は、カナダのオンタリオ州トロントに本拠を置く全米プロバスケットボール協会 (NBA) のチーム。イースタン・カンファレンス、アトランティック・ディビジョン所属。チーム名の"Raptor"とは恐竜の一種ラプトルを表す。チーム設立当時、映画『ジュラシック・パーク』がヒットしていたためこの名前が付けられた。NBA30チーム中、現在アメリカ合衆国以外の国に拠点のあるただ一つのチーム。

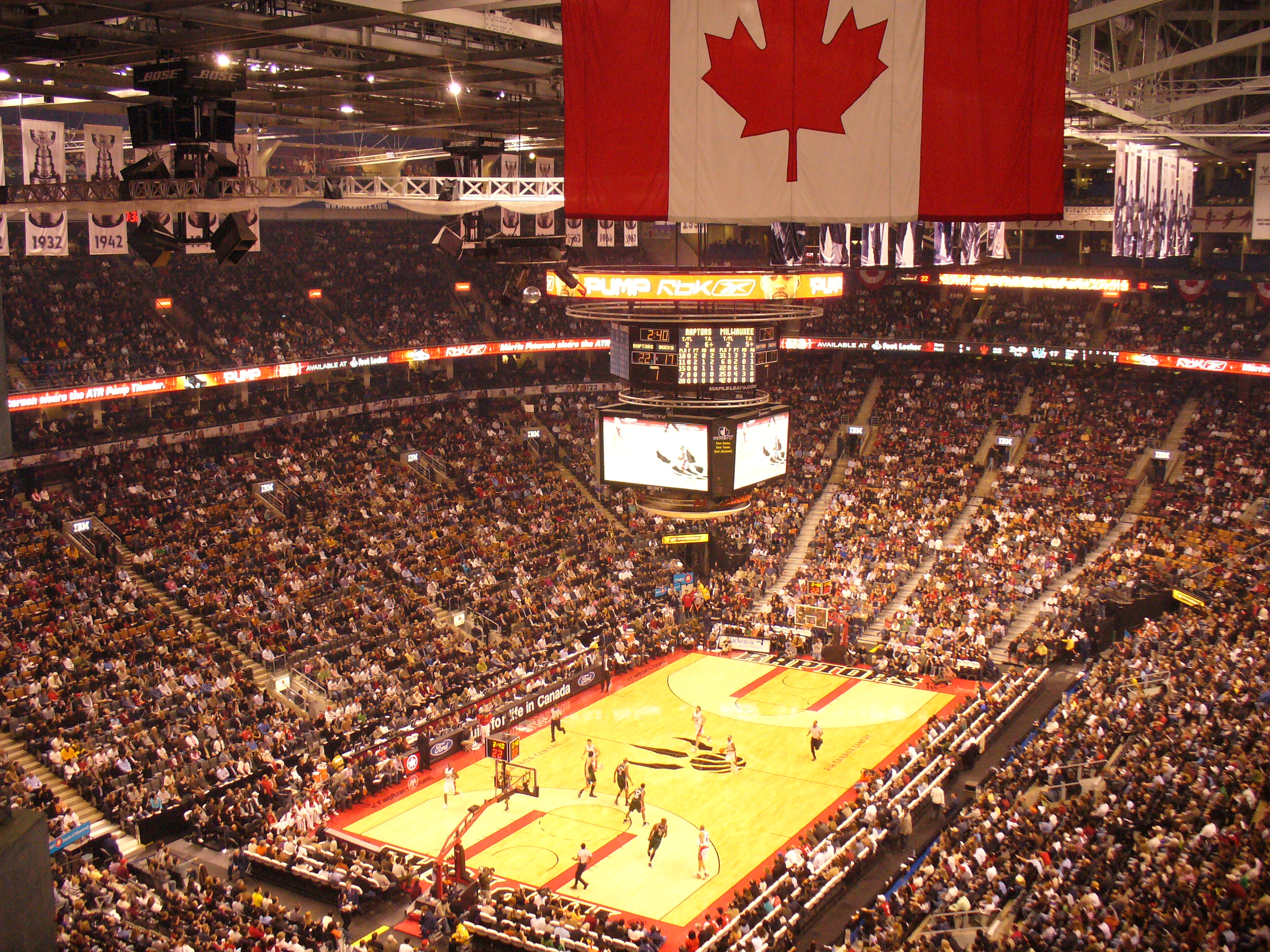
スコシアバンク・アリーナ

## 歴史

### 黎明期
1995年、成長を続けるNBAは、隣国・カナダでの市場開拓を狙い、1946-47年のトロント・ハスキーズ以来となる、カナダの都市を本拠地とする2つのフランチャイズを新設した。その1つがトロント・ラプターズである（もう1チームはバンクーバー・グリズリーズ）。ラプターズの所有は、NHLのトロント・メープルリーフスも所有するメープルリーフ&エンターテインメント社。また、同時期にバンクーバーにも本拠を置いた。
同年にゼネラルマネージャーに任命されたアイザイア・トーマスのもと、拡張ドラフトで得た選手によってラプターズは結成された。コイントスの結果、先に指名権を得たラプターズは、まずシカゴ・ブルズのポイントガードで3ポイントシュートの名手、B.J.アームストロングを指名。しかしアームストロングはチームに加わることを拒否、そのためトーマスはゴールデンステート・ウォリアーズのパワーフォワードのカルロス・ロジャーズとヴィクター・アレクサンダー、ドラフト2巡目指名権と引き換えにアームストロングをトレードした。他に拡張ドラフトでは、ベテランのジェローム・カーシー、ウィリー・アンダーソン、トーマスのデトロイト・ピストンズ時代のチームメートのジョン・サリーを指名した。ラプターズが拡張ドラフトで先に選手を指名する権利を得たため、その年のNBAドラフトではバンクーバー・グリズリーズに次ぐ指名権（全体では7位指名権）を与えられた。そのドラフトの1巡目で指名したのは、デーモン・スタウダマイアー。しかしラプターズのファンは、その年のNCAAの最優秀選手で、ファイナルフォーでもMVPに輝いたUCLAのエド・オバノンが指名されることを期待していたため、この年のドラフトは地元トロントのスカイドームで開催されたにもかかわらず、スタウダマイアーが指名された際にはブーイングが沸き起こった。しかし蓋を開けてみれば、スタウダマイアーは1試合平均19.0得点、9.3アシストで新人王を受賞した一方、1巡目9位でニュージャージー・ネッツに指名されたオバノンは全く活躍できず、結局2年後にNBAから去るという、トーマスの目利きの良さが証明される結果となった。1年目は21勝61敗と勝率は3割を切ったが、このシーズンで72勝10敗を残したシカゴ・ブルズを破ったことが知られている。
翌1996-97シーズンは前季より9つ勝ち星を増やし、30勝52敗でシーズンを終えた。観客動員数も順調に伸ばしたが、この年のドラフト1巡目2位で指名されたマーカス・キャンビーは期待外れに終わった。

### マグレディ・カーターの時代
1997年のNBAドラフトにおいてラプターズは、全体9位で高卒ルーキーのトレイシー・マグレディを指名。しかし、彼をはじめとする数々の若手選手の育成に力を注いできたトーマスが、新しい経営陣との対立によって辞任。グレン・グランウォルドが後任に就いた。これによりクラブは方針転換を余儀なくされ、1998年2月13日にはスタウダマイアーを大型トレードでポートランド・トレイルブレイザーズに放出した。このシーズンは怪我人が続出したこともあり、16勝66敗で終了。
1998-99シーズン前のオフには、ドラフト1巡目全体5位でゴールデンステート・ウォリアーズに指名されたヴィンス・カーター（トレイシー・マグレディのいとこでもある）を、全体4番目に指名していたアントワン・ジェイミソンとのトレードで獲得。さらにこのオフに、プレーオフでの経験も豊富なベテラン・チャールズ・オークリーをキャンビーとの交換で、またケビン・ウィリスをトレードで、それぞれ獲得した。このトレードは将来の成長が見込まれる若手と先の短いベテランとをトレードとしたと解釈され、大きな損失だと評価されたが、特にオークリーの優れたリーダーシップは、若手の多いチームにおいて十二分の効力を発揮した。一方で、ダグ・クリスティが守備的なポイントガードへと成長し、アルヴィン・ウィリアムスの活躍で攻撃力もアップした。さらにもう一人のベテランのウィリスも、センターをがっちりと埋めた。ポイントガードとセンターに穴のあったチームは彼らのおかげでそれまで以上に勝てるようになり、新任のヘッドコーチ・ブッチ・カーターの薫陶を受けたマグレディ達若手も大きく成長した。チームはプレーオフには進出できなかったが、新人王になったカーターやマグレディの存在もあり、将来を期待されるチームになった。ロックアウトで短くなったこのシーズンは23勝27敗と5割目前だった。

1999-2000シーズン前には、ドラフト全体5位の指名権と交換でアントニオ・デイビスを獲得し、さらにインサイドを補強した。チームはこのシーズン、カーターを中心に躍進し、45勝37敗と初めて勝率5割を超え、チーム初のプレーオフ進出を果たしたが、ニューヨーク・ニックスに3戦全敗を喫し敗退。

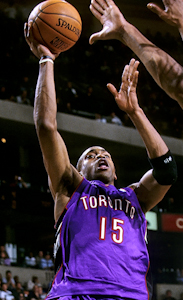
ヴィンス・カーター

翌2000-01シーズン、マグレディとカーターを中心にチームはさらに発展するものだと思われていたが、先のプレーオフ敗退後、エースの座を巡って2人が対立してしまう。結局開幕前に、マグレディがフリーエージェントでオーランド・マジックへ移籍。さらにクリスティもトレードによりサクラメント・キングスへ移籍と主力がごっそり抜けたが、ガードに迎えたベテランのマーク・ジャクソン（シーズン途中にクリス・チャイルズとトレードした）、新監督のレニー・ウィルケンズの尽力により、47勝35敗と前年を上回る好成績を残した。プレーオフでは、昨年破れたニックスにリベンジを果たして初の1回戦勝利を上げた後、NBAファイナルまで進出することになるフィラデルフィア・セブンティシクサーズと好勝負を演じたが、3勝4敗で惜敗。第7戦はわずか1点差での敗戦だった。
その後チームは、“ドリーム”の異名を持つ名センター・アキーム・オラジュワンを獲得するも、そのオラジュワンは衰えと腰痛で戦力にならなかったうえ、エースのカーターに負傷が相次いだこともあり、チームは再び低迷を余儀なくされる。

### ボッシュの時代

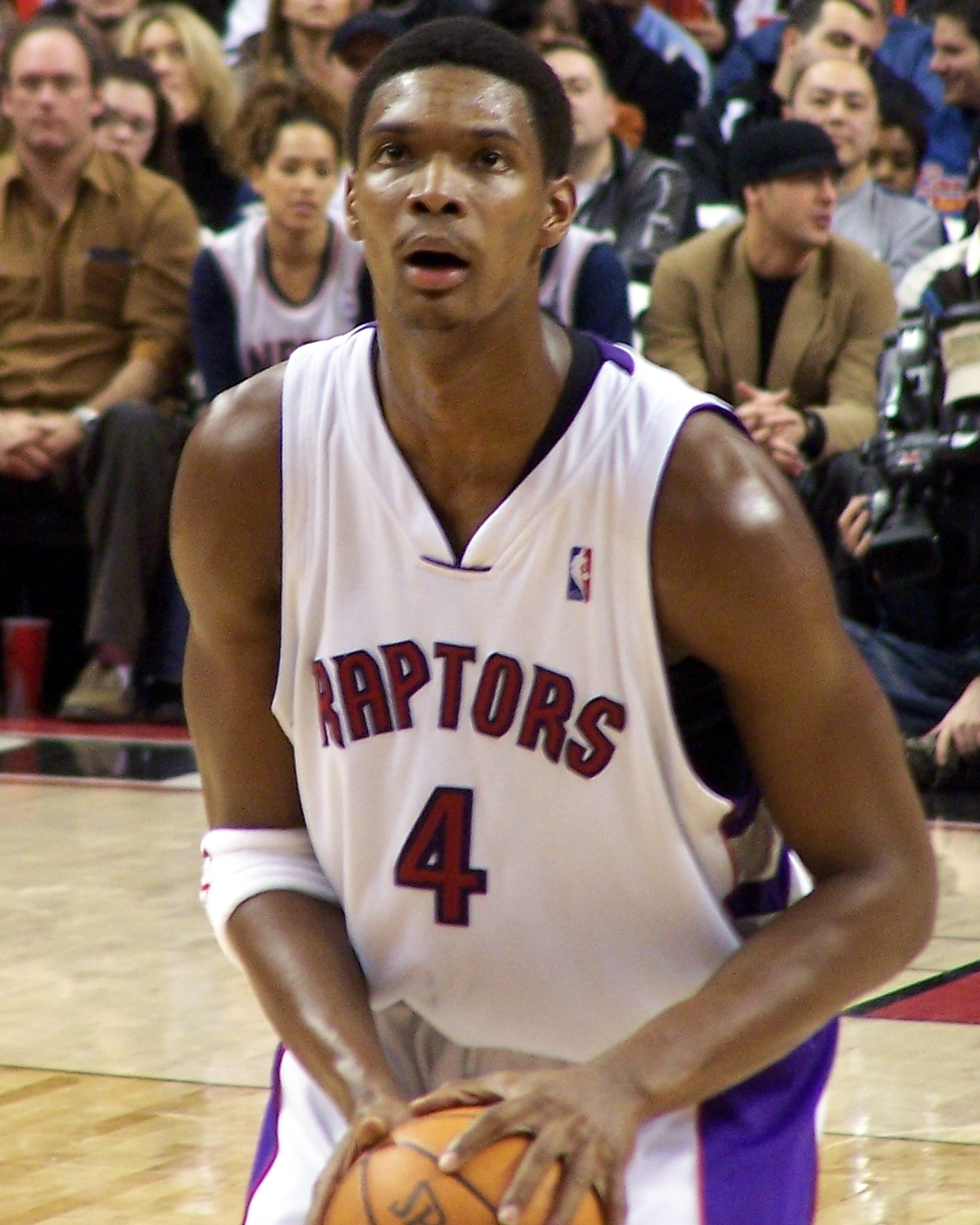
2004年ヴィンス・カータートレード後は, クリス・ボッシュがチームの顔となった

再起を図るチームは、全体4位指名権を得た2003年のNBAドラフトでパワーフォワードのクリス・ボッシュを指名する。ボッシュは、アントニオ・デイヴィスの退団で手薄になったセンターを急遽任されたものの、周囲の期待に応え、1試合平均11.5得点、7.4リバウンド、1.4ブロックを記録し、通算リバウンドとブロックではラプターズのルーキー記録を更新。オールルーキーファーストチームに選出された。しかし依然としてチーム成績は低迷したため、ゼネラルマネージャーのグランウォルドは解雇された。
やる気のないチームに散々トレードを要求していたヴィンス・カーターの退団（2004年12月にニュージャージー・ネッツに移籍。このトレードでラプターズはアロンゾ・モーニングらを獲得したものの、そのモーニングはラプターズでのプレーを拒否したために直ぐ様契約を解消するなどメリットは無きに等しく、結果的にカーターを失っただけに終わったため、NBA史上最悪のトレードと酷評された）以降、チームはボッシュやモリス・ピーターソンを中心に再建を進めることに。体格・スキル共に着々と成長を続けたボッシュはラプターズのエースに成長し、2006年にはNBAオールスターゲームにも出場。2006年バスケットボール世界選手権のアメリカ代表にも選ばれた。チームもさらなる発展を目指し、2005-06シーズン途中の2月、前フェニックス・サンズゼネラルマネージャーのブライアン・コランジェロをGMに呼び入れ、チームの大改革を始める。以降、コランジェロはサンズを強豪チームへと仕立て上げた手腕を発揮させ、チーム再生のキーマンと評価されることになる。
2006年オフには、2006年のNBAドラフト全体1位でアンドレア・バルニャーニを指名するなどの補強を行い、リーグ有数の多国籍軍となった。そして、ボッシュら既存戦力の活躍に加え、ミルウォーキー・バックスからトレードで獲得したポイントガード・T・J・フォードがチームに完全にフィットしたこともあり、史上初となるディビジョン優勝を果たした。この結果を受け、ヘッドコーチのサム・ミッチェルがNBA最優秀コーチ賞、GMのコランジェロがNBA最優秀役員賞を獲得している。しかしプレーオフでは経験不足をもろに露呈し、1回戦でカーター擁するネッツに2勝4敗で敗れた。
2007-08シーズンは、前年度の3ポイントコンテスト・チャンピオンであるジェイソン・カポノをマイアミ・ヒートから獲得した以外に目立った補強をせずにシーズンを迎えた。ところが、シーズン途中にボッシュやフォードを怪我で欠いたり、課題のディフェンス面に向上が見られなかったりという要因が重なり、前年度を下回る5割ちょうどの勝率でシーズンを終了する。なんとかプレーオフには駒を進めたが、オーランド・マジックに1勝4敗で敗れた。
2008-09シーズン前には、フォードやラドスラフ・ネステロヴィッチらをインディアナ・ペイサーズに放出し、見返りにジャーメイン・オニールを獲得。オニールが加入したことで、ボッシュとの強力なフロントコートが形成され前年度よりも躍進するかに見えたが、いざシーズンが始まると期待されたほど成績が上がらず、ヘッドコーチのミッチェルはシーズン途中で解任された。さらに、オフで獲得したオニールも、ショーン・マリオンとマーカス・バンクスとのトレードで、ジャマリオ・ムーンとともにヒートに放出された。その後、移籍してきたマリオンがチームに溶け込み、シーズン終盤に巻き返したが、結局2シーズンぶりにプレーオフを逃した。

### デローザン・ラウリーの時代

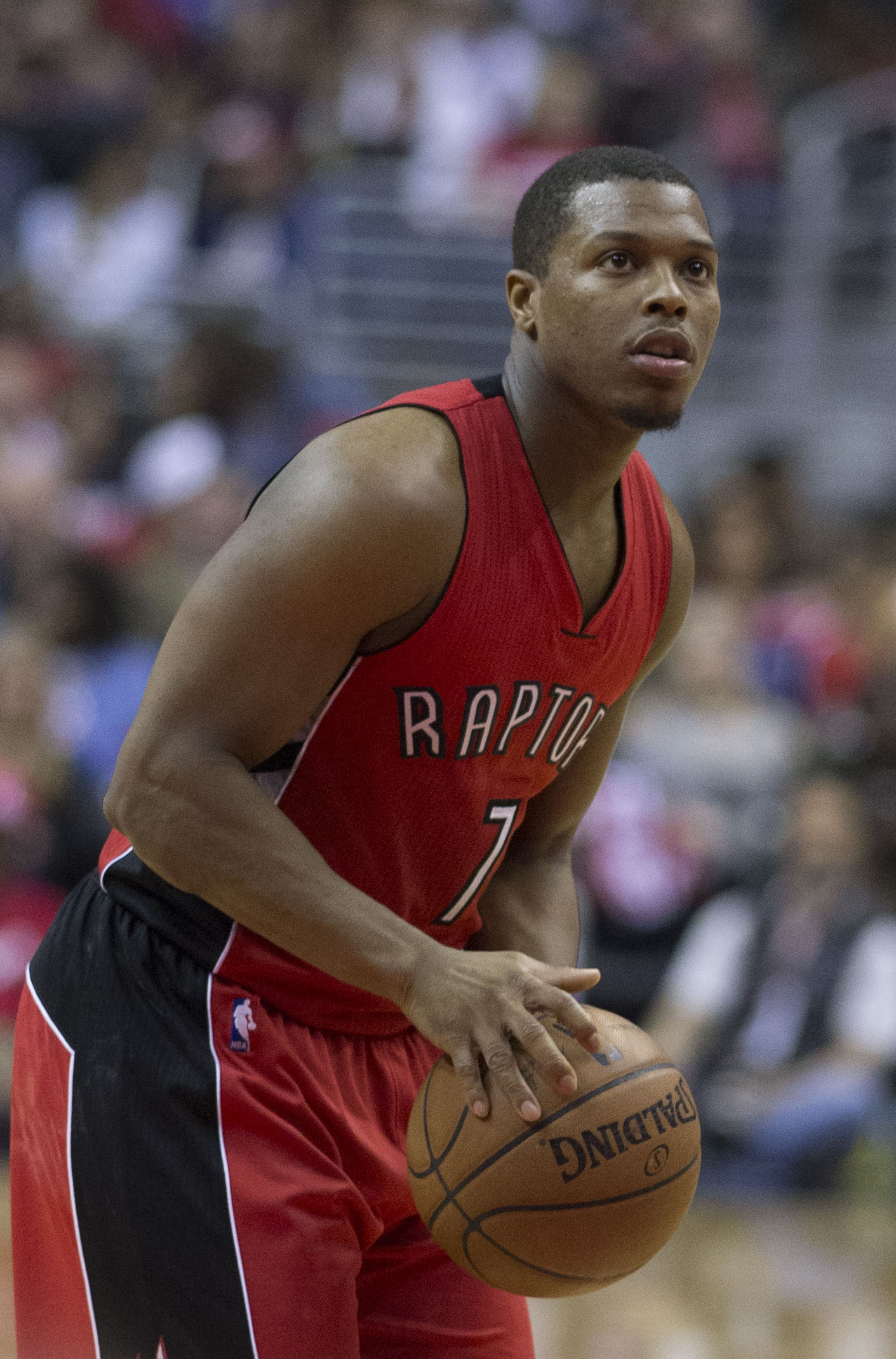
2012年のオフシーズンにヒューストン・ロケッツとトレードでラプターズに移籍してきたカイル・ラウリー。

2010-11シーズン前、2年連続でプレーオフを逃したチームに嫌気が差し、FAとなったクリス・ボッシュがマイアミ・ヒートに移籍。代わって台頭してきたのが、2009年のNBAドラフトにおいて全体9位指名で獲得したデマー・デローザンであった。持ち前のキレのあるドライブを武器に、2年目から早くもチームのエースに君臨していたが、低迷していたチームを浮上させるまでには至らず、チーム再建の成果はあまり出なかった。
そんなラプターズが転機を迎えたのが、2013-14シーズンである。新GMにマサイ・ウジリを迎えたこの年のチームは、デローザンやテレンス・ロス、ヨナス・ヴァランチューナスらの若手有望株と、前年に加入したポイントガードのカイル・ラウリーなどの中堅・ベテランとの融合に成功し、躍進。3年目のドウェイン・ケイシーHCのもと、チームは48勝34敗と大きく戦績を伸ばし、東カンファレンス3位でプレーオフ進出。ディビジョン優勝も果たした。デローザンは初めてNBAオールスターゲームにも出場した。しかしプレーオフでは、1回戦でブルックリン・ネッツに3勝4敗で敗れた。
2014-15シーズンは、最初の15試合で13勝と、チーム史上最高のスタートを切った。途中デローザンやラウリーを怪我で失うハプニングもあったものの、先述の開幕ダッシュやアトランティックディビジョンの低調にも助けられ、カンファレンス4位かつディビジョン1位でプレーオフ進出を決めたが、1回戦でワシントン・ウィザーズにスイープ負け。これで、プレーオフでは5回連続の1回戦敗退となった。
夏にデマール・キャロル、ルイス・スコラ、ビスマック・ビヨンボ、コーリー・ジョセフなどを獲得し、脇役陣を強化した2015-16シーズンは、難なく3年連続でディビジョン優勝を果たす。さらにデローザンとラウリーのガードコンビは、ホームタウンであるトロントのエア・カナダ・センターで開催されたNBAオールスターゲームに揃って出場、チームも史上最高の56勝26敗でシーズンを終えた。プレーオフでは1回戦でインディアナ・ペイサーズを4勝3敗で退け、2001年以来のカンファレンスセミファイナルに進出。その勢いのままにマイアミ・ヒートも4勝3敗で下し、初のカンファレンスファイナルに進出した。しかしカンファレンスファイナルでは、その年のNBAチャンピオンであるクリーブランド・キャバリアーズに2勝4敗で敗れ、初のファイナル進出はならなかった。
2016-17シーズンも順調に勝ち星を重ねるも、同地区のボストン・セルティックスの後塵を拝する展開に。シーズン途中にサージ・イバーカやP・J・タッカーを獲得し、ディフェンスの改善を図るも劇的な効果は見られず。フランチャイズ史上初となる2年連続の50勝超えこそ果たしたが、ディビジョン4連覇を逃したうえ、カンファレンス3位で迎えたプレーオフのカンファレンスセミファイナルで、キャバリアーズにスイープ負けを喫した。なおこの年のNBAドラフトでは、全体9位でヤコブ・パートルを、全体27位でパスカル・シアカムを指名した。

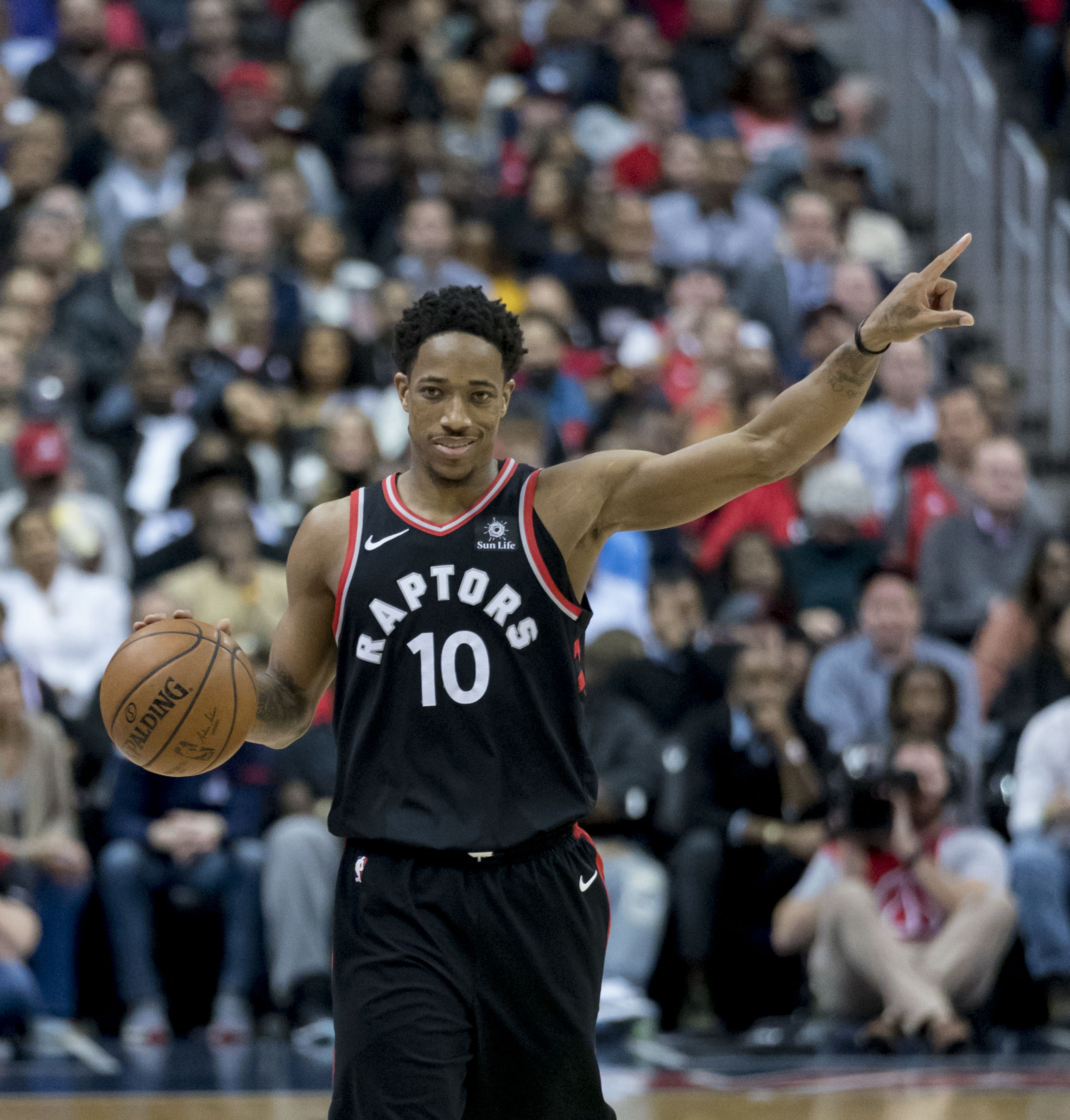
2018年のデローザン

2017-18シーズンは、エースのデローザンが絶好調。2018年1月1日に行われたミルウォーキー・バックス戦では、チーム記録となる1試合52得点をマーク。デローザンはこの試合により、ビンス・カーター、テレンス・ロスに次いでチーム史上3人目の1試合50得点以上を記録した選手となった（それまでの1試合最多得点はカーター、ロスの51得点）。試合もラプターズがオーバータイムの末に131-127で勝利し、ホーム戦12連勝を達成。これもフランチャイズ記録である。チームも好調を維持し、2018年3月7日に行われたデトロイト・ピストンズ戦での勝利により、今季リーグで最も早くプレーオフ進出を決めたチームとなった。また、64試合目でのプレーオフ進出決定は新たなチーム記録になった。そして、2018年4月6日に行われたインディアナ・ペイサーズ戦に92-73で勝利し、チーム史上初となるレギュラーシーズンのカンファレンス王者となった。最終的なシーズン成績も59勝23敗で、2シーズン前のチーム最高記録（56勝26敗）をさらに更新することとなった。プレーオフでは、1回戦でカンファレンス8位のワシントン・ウィザーズに4勝2敗で勝利し、カンファレンスセミファイナルでキャバリアーズと3年連続の対戦を迎えたが、この年のプレーオフで神がかった活躍を見せていたレブロン・ジェームズを止められず、昨年に続きスイープ負け。2015-16シーズンから通算してプレーオフ10連敗という結果を受けて、ドウェイン・ケイシーHCは最優秀コーチ賞を受賞しながらも解雇された。

### デローザンの退団、そして真の強豪へ

#### 2018-19
シーズン開幕前、長らくエースを務めたデローザンと、若手センターのヤコブ・ポートルをサンアントニオ・スパーズにトレードで放出し、代わってカワイ・レナードとダニー・グリーンを獲得。本格的に優勝を狙いにいく姿勢を明確にした。

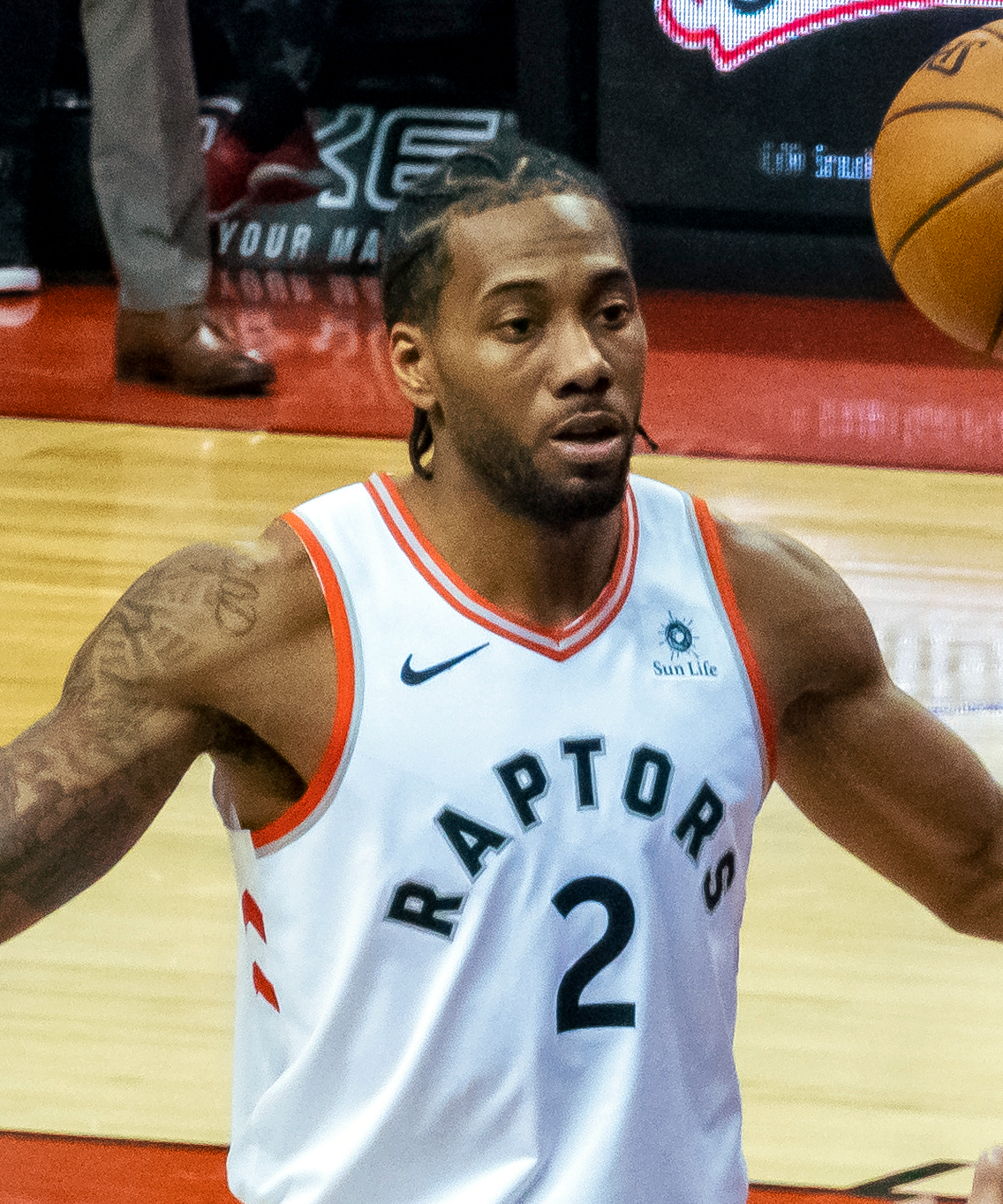
カワイ・レナード

そんな中で始まったシーズンは、11月までに6連勝以上を3回記録し力強くスタートする。新任のニック・ナースHCは、来るプレーオフに備え、ロード・マネジメントとしてレナードを時々休ませる方針を取った（82試合中60試合出場）。しかしラウリーも17試合を欠場したのに加え、ノーマン・パウエル、ヨナス・ヴァランチューナス、フレッド・ヴァンブリートらもそれぞれ負傷で1～2か月戦線を離脱するなど、全員が揃うことはほとんど無かった。そのため、このシーズン中に編成したスターターのラインナップは22通りに上る。
それでも、昨オフに加わったレナードとグリーン、さらにシーズン中にトレードで加入したマルク・ガソルが活躍し、そしてスターターに定着したパスカル・シアカムが急成長を遂げ、チームは大崩れすることなく白星を重ねる。2連覇中のゴールデンステート・ウォリアーズに対しては、ホームで勝利しカード8連敗を止めると、ビジターでは15年ぶりの勝利を挙げた。シーズン中盤でミルウォーキー・バックスに先行を許すも、58勝24敗のイースタン2位で6年連続のプレーオフ進出を決めた。
プレーオフ1回戦はオーランド・マジックとの対戦となった。守備力に優れたチーム同士の戦いであったが、ラプターズはガソルを中心にディフェンスを固め優位に立つ。初戦を3点差で落とすも、第2戦から4連勝して2回戦に駒を進めた。1敗以下でのシリーズ突破はチーム史上初である。続く2回戦はフィラデルフィア・セブンティシクサーズと激突。第1戦はレナードの45得点、シアカムの29得点などで快勝するが、高さに優れたシクサーズの前にラプターズのガード陣が軒並み不調に陥り、2連敗を喫しあっさり逆転される。第4戦ではガソルとサージ・イバカのセンター同時起用に活路を見出し、僅差で勝利。ホームに戻っての第5戦では、プレーオフにおけるチーム最高記録の36点差で圧勝し王手をかけるが、ロードの第6戦を落とし勝負の行方は第7戦に持ち越しとなった。両チームともに決定的なリードを奪えないまま試合は進み、残り4.2秒でスコアはタイ。そしてラプターズの最後の攻撃、レナードが右サイドから放った高いシュートはリムの上を4度バウンドした後にリングを潜り抜けた。この瞬間、ラプターズの3年ぶり2度目のカンファレンスファイナル進出が決まった。
そして、この年リーグ最多勝を挙げたバックスとのカンファレンスファイナルが始まる。休養十分のバックスに第1戦は終盤に逆転され、第2戦は大差で敗れ、連敗スタート。ホームでの第3戦は、ラウリーとパウエルの2人をファウルアウトで欠きながらも再延長の末に勝利した。このシリーズでは、シクサーズ戦で不調だった控えガードのパウエルとヴァンブリートの活躍が目立った。彼らを含むベンチ陣の大量得点で第4戦も勝利し2勝2敗のタイに戻すと、ロードの第5戦ではヴァンブリートが21得点を全て3Pシュートで挙げる活躍を見せ、接戦をものにする。スコシアバンク・アリーナの外まで大観衆が集まったホームの第6戦では、第3クォーターのラスト2分で15点ビハインドを5点まで詰めると第4クォーターで逆転し8点をリード。バックスの最後の追撃を振り切り100-94で勝利、創立24年目にして初のNBAファイナルへの進出を決めた。この試合は、ラプターズのプレーオフ通算100試合目であった。

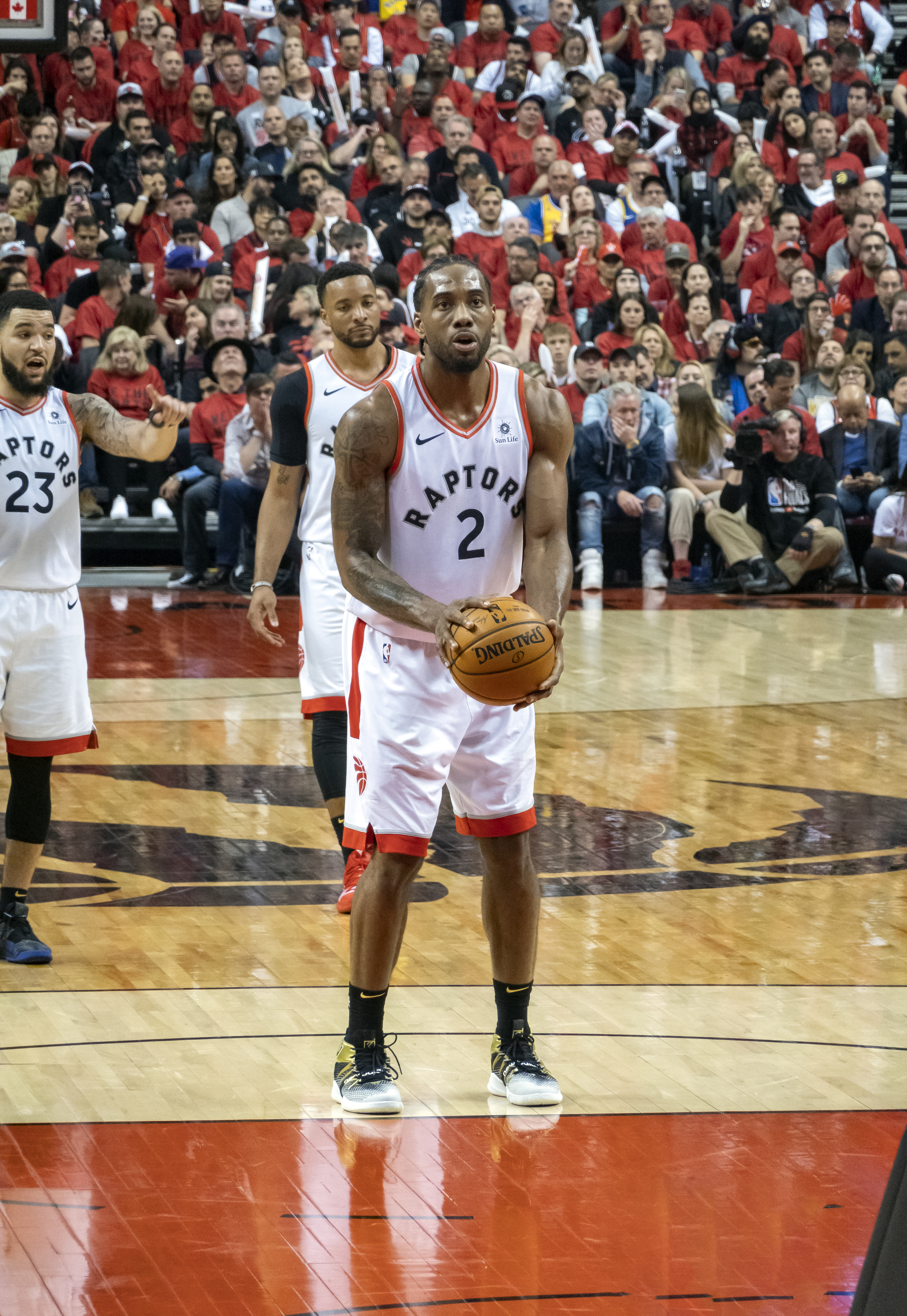
2019年のNBAファイナルの第2戦にてフリースローを試みるカワイ・レナード

NBA史上初めてアメリカ国外で行われることとなったファイナルは、3連覇の偉業に挑むウォリアーズとの対戦に。1勝差でホームコート・アドバンテージを手に入れたラプターズは、第1戦をシアカムの32得点で制する。第2戦を落とし1勝1敗で移動すると、ロードの第3戦、第4戦ともに2桁リードで勝ち先に王手をかけた。多くの負傷者を出しながらも王者らしい地力と経験を見せつけるウォリアーズに対し、ここまでの激戦で成長したラプターズはベンチ陣も含めた全員の連携と、大事な所で得点を挙げるチームの要・レナードの活躍で、互角以上の戦いを見せた。勝てば優勝であった第5戦は1点差で敗れるも、続く第6戦では4人が20得点以上を挙げ接戦の末に勝利を手にする。エース同士のトレードから始まり、チーム史上最大の勝負を仕掛けた1年は、初優勝という最高の結果で完結を迎えた。

#### 2019-20
注目されたレナードの去就は、ロサンゼルス・クリッパーズへの移籍で決着した。さらにグリーンもロサンゼルス・レイカーズに移った一方、彼らに代わるスターター級の選手の新加入は無かった。開幕前にはヒューストン・ロケッツとともに来日し、2試合のプレシーズンゲームを行った。
シーズンが始まると、またも序盤から負傷者が続出した。昨季からいる主力7選手のうち、OG・アヌノビーを除く全員がそれぞれ10試合以上を欠場。この年も全員が揃う期間は短かった。
負け越してもおかしくないチーム状況と思われたが、実際には昨季からほとんど勝ち星を減らすことなく戦った。新エースとなったシアカムはオールスター初選出をスターター枠で勝ち取り、テレンス・デイビスをはじめとした新戦力も台頭し、昨季に続きイースタン2位でレギュラーシーズンを終えた。シーズン中断により試合数が減少したが、残した勝率はチーム史上初の60勝に相当する。さらにこの年には、15連勝、46点差勝利、30点差逆転勝利のチーム記録を作った。そして、2年目のニック・ナースHCは最優秀コーチ賞を獲得した。
7年連続の進出となるプレーオフでは、1回戦でブルックリン・ネッツを相手にチーム史上初めて4戦全勝を収めた。第4戦ではこれまたプレーオフにおけるチーム記録の150得点に加え、NBA記録となるベンチからの100得点をマークした。しかし2回戦で、プレーオフでは初対戦となるボストン・セルティックスと第7戦までもつれる激闘の末に敗れ、連覇とはならなかった。

#### 2020-21

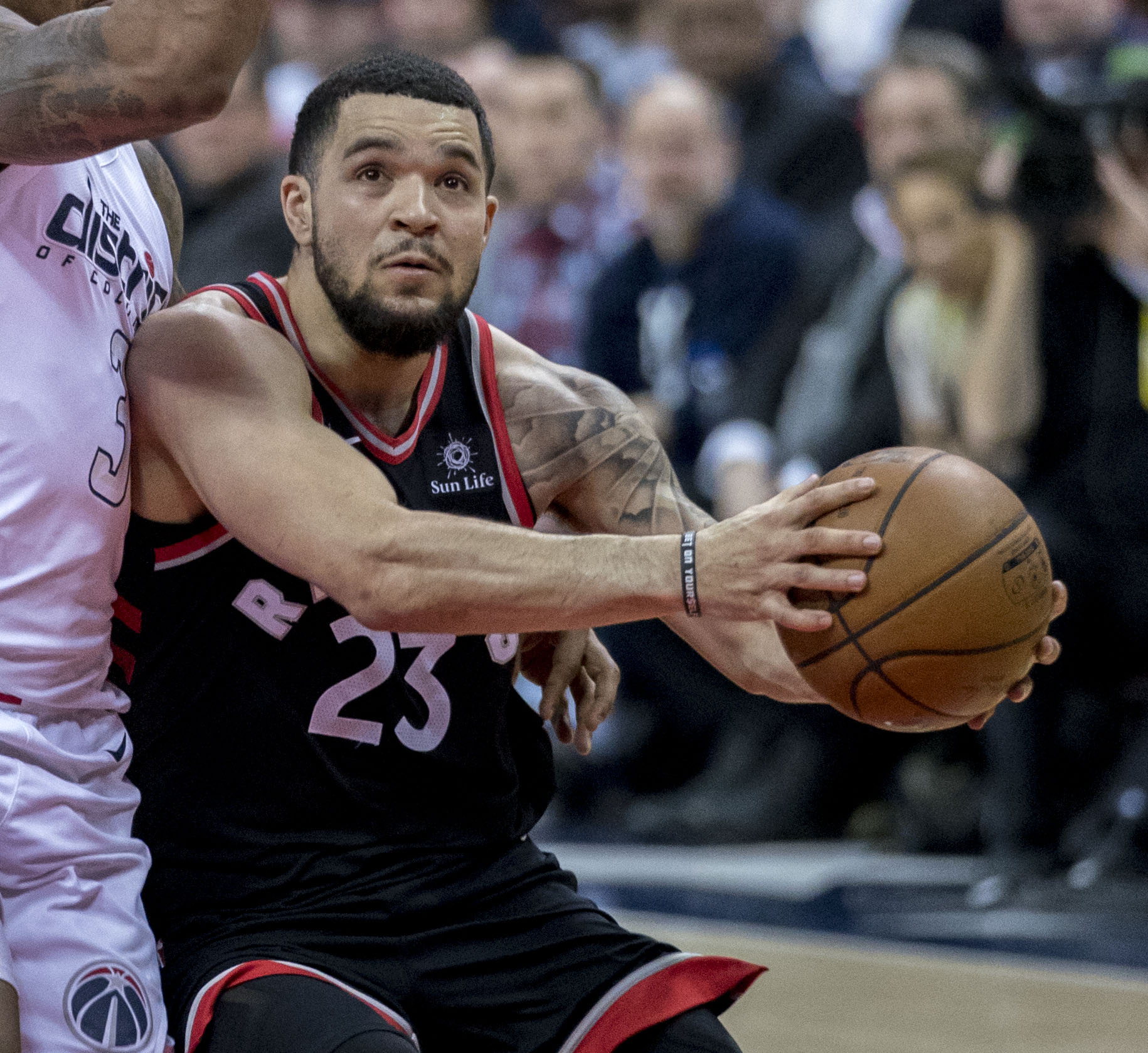
フレッド・ヴァンブリートはドラフト外の選手として史上最高額の4年8500万ドルで契約を延長した (2020年11月)。

新型コロナウイルスにより、このシーズンはフロリダ州タンパのアマリー・アリーナを臨時ホームとした。
優勝メンバーのイバカとガソルが退団し、新たに迎え入れたアロン・ベインズなどのビッグマンたちが期待に応えられなかったためにインサイドが弱体化したチームは8年ぶりに開幕戦を落とし、最初の10試合で2勝8敗と出遅れた。それでも、優勝時から残っている主力が徐々に調子を上げ、シックスマンに定着したクリス・ブーシェ、新人のマラカイ・フリン、2way契約ながらセカンドユニットに定着した渡邊雄太などの活躍もあり、前半を終える頃には勝率5割に復帰する。ところがオールスター直前、新型コロナウイルスの健康プロトコルにより主力が大量離脱してしまい、本来は楽な日程だった3月に9連敗を含む1勝13敗と大失速。チームは巻き返しを図るべく、5年半在籍したパウエルをトレードして若手のゲイリー・トレントJrとロドニー・フッドを獲得し、さらにケム・バーチとフレディ・ギレスピーを加えてインサイドを強化したが、終盤の厳しい日程を乗り越えるには至らず、27勝45敗のイースタン12位でシーズン終了。2012-13シーズン以来の負け越し、かつ8年ぶりにプレーオフを逃した。

#### 2021-22
今シーズンから本拠地であるトロントで試合を行うことをカナダ政府から承認された。
2003年以来の豊作とされる2021年のNBAドラフトでは2013年以来のロッタリーピックを獲得し、全体4位でフロリダ州立大学出身のスコッティ・バーンズを指名した。また、オフシーズン中に9年間ラプターズに在籍したカイル・ラウリーは、ゴラン・ドラギッチ、プレシャス・アチュワとの引き換えでマイアミ・ヒートに移籍した。
開幕はシアカムを欠いて迎えたこともあり出遅れ、前半は5割進行に留まった。バーンズは期待を上回る活躍を見せ、チームではカーター以来23年ぶりの新人王に選ばれた。ラウリーから正ポイントガードの座を継いだヴァンブリートは、この年初めてオールスターに出場した。新加入のアチュワや途中でトレードで加わったサデウス・ヤングもチームを支え、シーズン後半は2勝1敗ペースに加速。48勝34敗でイースタン5位に入り、1年だけでプレーオフに復帰した。1回戦はフィラデルフィア・セブンティシクサーズと3年ぶりの対戦。0勝3敗から2勝を返すが、6戦で敗退した。

#### 2023-24
今シーズン所属していた当時24歳のジョンテイ・ポーターが、ケガや病気を理由にプレータイムが極端に制限された試合において、自身のプロップベット（得点やリバウンド、3ポイント成功数などのスタッツに対する賭け）に不正に関わったとして、NBAと関連リーグからの永久追放の処分が下された。ポーターは1954年以来ギャンブルによりNBAから追放された初めての現役選手またはコーチとなった。

## シーズンごとの成績
Note: 勝 = 勝利数, 敗 = 敗戦数, % = 勝率 
| シーズン             | 勝   | 敗   | %    | プレーオフ                                                                  | 結果 |
| -------------------- | ---- | ---- | ---- | --------------------------------------------------------------------------- | --- |
| トロント・ラプターズ |      |      |      |                                                                             | |
| 1995-96              | 21   | 61   | .256 |                                                                             | |
| 1996-97              | 30   | 52   | .366 |                                                                             | |
| 1997-98              | 16   | 66   | .195 |                                                                             | |
| 1998-99              | 23   | 27   | .460 |                                                                             | |
| 1999-2000            | 45   | 37   | .549 | 1回戦敗退                                                                   | ニックス 3, ラプターズ 0                                                                                  |
| 2000-01              | 47   | 35   | .573 | 1回戦勝利 カンファレンス準決勝敗退                                          | ラプターズ 3, ニックス 2 シクサーズ 4, ラプターズ 3                                                       |
| 2001-02              | 42   | 40   | .512 | 1回戦敗退                                                                   | ピストンズ 3, ラプターズ 2                                                                                |
| 2002-03              | 24   | 58   | .293 |                                                                             | |
| 2003-04              | 33   | 49   | .402 |                                                                             | |
| 2004-05              | 33   | 49   | .402 |                                                                             | |
| 2005-06              | 27   | 55   | .313 |                                                                             | |
| 2006-07              | 47   | 35   | .573 | 1回戦敗退                                                                   | ネッツ 4, ラプターズ 2                                                                                    |
| 2007-08              | 41   | 41   | .500 | 1回戦敗退                                                                   | マジック 4, ラプターズ 1                                                                                  |
| 2008-09              | 33   | 49   | .402 |                                                                             | |
| 2009-10              | 40   | 42   | .488 |                                                                             | |
| 2010-11              | 22   | 60   | .268 |                                                                             | |
| 2011-12              | 23   | 43   | .348 |                                                                             | |
| 2012-13              | 34   | 48   | .415 |                                                                             | |
| 2013-14              | 48   | 34   | .585 | 1回戦敗退                                                                   | ネッツ 4, ラプターズ 3                                                                                    |
| 2014-15              | 49   | 33   | .598 | 1回戦敗退                                                                   | ウィザーズ 4, ラプターズ 0                                                                                |
| 2015–16              | 56   | 26   | .683 | 1回戦勝利 カンファレンス準決勝勝利 カンファレンス決勝敗退                   | ラプターズ 4, ペイサーズ 3 ラプターズ 4, ヒート 3 キャバリアーズ 4, ラプターズ 2                          |
| 2016–17              | 51   | 31   | .622 | 1回戦勝利 カンファレンス準決勝敗退                                          | ラプターズ 4, バックス 2 キャバリアーズ 4, ラプターズ 0                                                   |
| 2017–18              | 59   | 23   | .720 | 1回戦勝利 カンファレンス準決勝敗退                                          | ラプターズ 4, ウィザーズ 2 キャバリアーズ 4, ラプターズ 0                                                 |
| 2018–19              | 58   | 24   | .707 | 1回戦勝利 カンファレンス準決勝勝利 カンファレンス決勝勝利 NBAファイナル優勝 | ラプターズ 4, マジック 1 ラプターズ 4, シクサーズ 3 ラプターズ 4, バックス 2 ラプターズ 4, ウォリアーズ 2 |
| 2019–20              | 53   | 19   | .736 | 1回戦勝利 カンファレンス準決勝敗退                                          | ラプターズ 4, ネッツ 0 セルティックス 4, ラプターズ 3                                                     |
| 2020–21              | 27   | 45   | .375 |                                                                             | |
| 2021–22              | 48   | 34   | .585 | 1回戦敗退                                                                   | シクサーズ 4,ラプターズ 2                                                                                 |
| 2022–23              | 41   | 41   | .500 |                                                                             | |
| 2023–24              | 25   | 57   | .305 |                                                                             | |
| 通算勝敗             | 1096 | 1214 | .474 |                                                                             | |
| プレイオフ           | 57   | 66   | .463 |                                                                             | |

## 主な選手

### 年代別主要選手
太文字…殿堂入り選手 (C)…優勝時に在籍した選手 (M)…在籍時にMVPを獲得した選手 (50)…偉大な50人 (75)…偉大な75人
| 1990年代 - オリバー・ミラー (Oliver Miller) : 1995-1996, 1997-1998 - デイモン・スタウダマイアー (Damon Stoudamire) : 1995-1998 - アルヴィン・ロバートソン (Alvin Robertson) : 1995-1996 - ダグ・クリスティー (Doug Christie) : 1996-2000 - マーカス・キャンビー (Marcus Camby) : 1996-1998 - ポパイ・ジョーンズ (Popeye Jones) : 1996-1997, 1997-1998 - トレイシー・マグレディ (Tracy McGrady) : 1997-2000 - アルヴィン・ウィリアムズ (Alvin Williams) : 1998-2006 - ケビン・ウィリス (Kevin Willis) : 1998-2001 - ヴィンス・カーター (Vince Carter) : 1998-2004 - チャールズ・オークリー (Charles Oakley) : 1998–2001 - アントニオ・デイビス (Antonio Davis) : 1999-2003, 2006 2000年代 (プレーオフ進出 : 5回) - モリス・ピーターソン (Morris Peterson) : 2000-2007 - マーク・ジャクソン (Mark Jackson) : 2000-2001 - キーオン・クラーク (Keon Clark) : 2001-2002 - ジェローム・ウィリアムズ (Jerome Williams) : 2001-2003 - アキーム・オラジュワン (Hakeem Olajuwon) : 2001-2002 (50)(75) - レイファー・アルストン (Rafer Alston) : 2003, 2004-2005 - クリス・ボッシュ (Chris Bosh) : 2003-2010 - ドニエル・マーシャル (Donyell Marshall) : 2003-2005 - ジェイレン・ローズ (Jalen Rose) : 2003-2006 - チャーリー・ビラヌエバ (Charlie Villanueva) : 2005-2006 - ホセ・カルデロン (José Calderón) : 2005-2013 - マイク・ジェームス (Mike James) : 2005-2006 - アンドレア・バルニャーニ (Andrea Bargnani) : 2006-2013 - T・J・フォード (T. J. Ford) : 2006-2008 - アンソニー・パーカー (Anthony Parker) : 2006-2009 - ホルヘ・ガルバホサ (Jorge Garbajosa) : 2006-2008 - ジャマリオ・ムーン (Jamario Moon) : 2007-2009 - ジェイソン・カポノ (Jason Kapono) : 2007-2009 - アミール・ジョンソン (Amir Johnson) : 2009-2015 - デマー・デローザン (DeMar DeRozan) : 2009-2018 - ジャレット・ジャック (Jarrett Jack) : 2009-2010 | 2010年代 (プレーオフ進出 : 6回 ファイナル進出 : 1回 優勝 : 1回) - エド・デイビス (Ed Davis) : 2010-2013 - ジェームズ・ジョンソン (James Johnson) : 2011-2012, 2014-2016 - ヨナス・ヴァランチューナス (Jonas Valančiūnas) : 2012-2019 - テレンス・ロス (Terrence Ross) : 2012-2017 0628 - カイル・ラウリー (Kyle Lowry) : 2012-2021 (C) - パトリック・パターソン (Patrick Patterson) : 2013-2017 - ルー・ウィリアムズ (Lou Williams) : 2014-2015 - ルーカス・ノゲイラ (Lucas Nogueira) : 2014-2018 - ノーマン・パウエル (Norman Powell) : 2015-2021 (C) - ビスマック・ビヨンボ (Bismack Biyombo) : 2015-2016 - ヤコブ・パートル (Jakob Pöltl) : 2016-2018, 2023- - パスカル・シアカム (Pascal Siakam) : 2016-2024 (C) - フレッド・ヴァンブリート (Fred VanVleet) : 2016-2023 (C) - サージ・イバーカ (Serge Ibaka) : 2017-2020 (C) - OG・アヌノビー (OG Anunoby) : 2017-2023 (C) - カワイ・レナード (Kawhi Leonard) : 2018-2019 (C)(75) - ダニー・グリーン (Danny Green) : 2018-2019 (C) - クリス・ブーシェ (Chris Boucher) : 2018- (C) - マルク・ガソル (Marc Gasol) : 2019-2020 (C) - テレンス・デイビス (Terence Davis) : 2019-2021 2020年代 (プレーオフ進出 : 2回) - 渡邊雄太 (Yuta Watanabe) : 2020-2022 - ゲイリー・トレント・ジュニア (Gary Trent Jr.) : 2021-2024 - スコッティ・バーンズ (Scottie Barnes) : 2021- - RJ・バレット (RJ Barrett) : 2023- - イマニュエル・クイックリー (Immanuel Quickley) : 2023- - グレイディ・ディック (Gradey Dick) : 2023- |

## コーチ、その他

### 歴代ヘッドコーチ
- ブレンダン・マローン (Brendan Malone) (1995-96)
- ダレル・ウォーカー (Darrel Walker) (1996-97/1997-98)
- ブッチ・カーター (Butch Carter) (1997-98/1999-00)
- レニー・ウィルケンズ (Lenny Wilkens) (2000-01/2002-03)
- ケビン・オニール (Kevin O'Neill) (2003-04)
- サム・ミッチェル (Sam Mitchell) (2004-05/2008-2009)
- ジェイ・トリアーノ (Jay Triano) (2008-2009/2009-2010/2010-2011)
- ドウェイン・ケイシー (Dwane Casey) (2011-2018)
- ニック・ナース (Nick Nurse)(2018-2023)

## 栄誉

### 永久欠番
| トロント・ラプターズ永久欠番 | トロント・ラプターズ永久欠番 | トロント・ラプターズ永久欠番 | トロント・ラプターズ永久欠番 | トロント・ラプターズ永久欠番 |
| No.                          | 選手                         | ポジション                   | 在籍期間                     | 式典日                       |
| ---------------------------- | ---------------------------- | ---------------------------- | ---------------------------- | ---------------------------- |
| 15                           | ヴィンス・カーター           | G/F                          | 1998–2004                    | 2024年11月2日                |

- 2022年8月11日に、NBAはビル・ラッセルの背番号「6」を全チームの永久欠番とした[12][13]。

### バスケットボール殿堂入り
| トロント・ラプターズ殿堂入り | トロント・ラプターズ殿堂入り | トロント・ラプターズ殿堂入り | トロント・ラプターズ殿堂入り | トロント・ラプターズ殿堂入り |
| 選手                         | 選手                         | 選手                         | 選手                         | 選手                         |
| No.                          | 名前                         | ポジション                   | 在籍期間                     | 殿堂入り年                   |
| ---------------------------- | ---------------------------- | ---------------------------- | ---------------------------- | ---------------------------- |
| 34                           | アキーム・オラジュワン       | C                            | 2001–2002                    | 2008                         |
| 1                            | トレイシー・マグレディ       | G/F                          | 1997–2000                    | 2017                         |
| 4                            | クリス・ボッシュ             | C/F                          | 2003–2010                    | 2021                         |
| 3                            | チャウンシー・ビラップス     | G                            | 1998                         | 2024                         |
| 15                           | ヴィンス・カーター           | G/F                          | 1998–2004                    | 2024                         |
| コーチ                       |                              |                              |                              |                              |
| 名前                         | 名前                         | 役職                         | 在籍期間                     | 殿堂入り年                   |
| レニー・ウィルケンズ         | レニー・ウィルケンズ         | ヘッドコーチ                 | 2000–2003                    | 1998                         |
| ジーン・キーディー           | ジーン・キーディー           | アシスタントコーチ           | 2005–2006                    | 2023                         |
| 貢献者                       |                              |                              |                              |                              |
| 名前                         | 名前                         | 役職                         | 在籍期間                     | 殿堂入り年                   |
| ウェイン・エンブリー         | ウェイン・エンブリー         | ゼネラルマネージャー         | 2006                         | 1999                         |

### FIBA殿堂入り
| トロント・ラプターズFIBA殿堂入り | トロント・ラプターズFIBA殿堂入り | トロント・ラプターズFIBA殿堂入り | トロント・ラプターズFIBA殿堂入り | トロント・ラプターズFIBA殿堂入り |
| 選手                             | 選手                             | 選手                             | 選手                             | 選手                             |
| No.                              | 名前                             | ポジション                       | 在籍期間                         | 殿堂入り                         |
| -------------------------------- | -------------------------------- | -------------------------------- | -------------------------------- | -------------------------------- |
| 34                               | アキーム・オラジュワン           | C                                | 2001–2002                        | 2016                             |

## 雑学
- 2006年1月22日、コービー・ブライアント1人に81得点を入れられた。
- ドレイクお気に入りのチームである

## チーム記録
トロント・ラプターズのチーム記録